# Возвращение домой (книга)
«Возвращение домой» — детский исторический роман британской писательницы Мишель Магориан, впервые опубликованный в 1984 году. Роман был адаптирован для телевизионной драмы «Возвращение домой» (1990) с Хейли Миллс и Хейли Карр в главных ролях.

## Содержание
Двенадцатилетняя Вирджиния «Расти» Дикинсон (названная так из-за ее каштановых волос) в начале Второй мировой войны была эвакуирована в Америку, ближе к концу войны она возвращающаяся домой в Англию. Прожив в США с семи лет, Расти почти не помнит Англию и своих родителей. Расти никогда не видела своего четырёхлетнего брата Чарли, который родился уже во время войны. Расти общительная, уверенная в себе, творческая девушка, которая любит природу и работу руками.
История начинается с прибытия Расти в доки Плимута, где ее встречает мать Пегги. Расти сначала не узнает Пегги, которая, в свою очередь, ошеломлена тем, насколько взрослая ее дочь. Расти и Пегги отправляются в сельскую местность недалеко от Тотнеса, где Пегги и Чарли жили во время войны.
Расти неуютно чувствует себя в своем новом доме. Мать относится к ней прохладно и отстраненно, обращается с ней как с ребенком и ругает за неожиданно обыденные вещи... 
Постепенно Расти смирился с тем, что она, вероятно, всегда будет чувствовать себя немного американкой, но что в ее жизни в Англии есть своя красота и радость. Она чувствует зарождающийся потенциал настоящего счастья, когда лучше узнает свою мать. У Расти есть собственная комната, которую она может украсить. Расти начианает учиться в новой школе. Она видит, как учителя уважительно разговаривают с учениками, и как ученики, кажется, искренне наслаждаются пребыванием в школе...

## Экранизация
В 1990 году роман был экранизирован, телевизионный фильм снял Пирс Хаггард. Главные роли в фильме сыграли: Хейли Миллс в роли миссис Пегги Дикинсон, Хейли Карр в роли Вирджинии «Расти» Дикинсон, Адам Стивенсон в роли Чарльза «Чарли». Дикинсон, Бренда Брюс в роли достопочтенной леди Беатрис «Бити» Лэнгли, Джин Андерсон в роли бабушки Дикинсон и Руперт Фрейзер в роли мистера Роджера Дикинсона.
В 2001 году также был снят художественный фильм.